# Lac Juet
Der Lac Juet ist ein 47 km² großer See in der Verwaltungsregion Nord-du-Québec in der kanadischen Provinz Québec.

## Lage
Der Lac Juet befindet sich im Nordwesten der Ungava-Halbinsel, etwa 75 km von der Nordostküste der Hudson Bay entfernt. Die Siedlung Akulivik liegt 100 km westsüdwestlich des Lac Juet. Der befindet sich in einer Tundralandschaft im Bereich des Kanadischen Schildes auf einer Höhe von 156 m. Die Längsausdehnung des Sees in SW-NO-Richtung beträgt 14 km, die maximale Breite liegt bei 7 km. Zwei größere Inseln gliedern den See in mehrere Teilbecken. Der Rivière Irsuaq, ein rechter Nebenfluss des Rivière de Puvirnituq, durchfließt den See in südlicher Richtung. Abstrom, 10 km weiter südlich, befindet sich der See Lac Bylot.

## Namensgebung
Der Name des Sees geht auf Robert Juet († 1611) zurück. Dieser war 1610 bei Henry Hudsons Entdeckungsfahrt zweiter Kommandant der Discovery. Während der Expedition entzog Hudson Juet den Offiziersrang. Hudson und weitere Expeditionsteilnehmer wurden später ausgesetzt. Bei einem Kampf der verbliebenen Mannschaft auf den Digges Islands gegen eine Gruppe Inuit kam Juet ums Leben.